# Hanna Philipp
Hanna Philipp (verh. Koenigs-Philipp, * 1943) ist eine deutsche Klassische Archäologin.
Hanna Philipp, Tochter des Osteuropahistorikers Werner Philipp, studierte Klassische Archäologie und Philologie.
Am 9. Dezember 1968 wurde sie in München promoviert und habilitierte sich 1976 an der Universität Frankfurt am Main für Klassische Archäologie. Hier wurde sie auch zur außerordentlichen Professorin für Klassische Archäologie ernannt. Sie war unter anderem für das Ägyptische Museum in Berlin und bei der Olympiagrabung tätig. Sie war bis zu seinem Tod im Dezember 2024 verheiratet mit dem Bauforscher Wolf Koenigs.

## Schriften
- Tektonon Daidala. Der bildende Künstler und sein Werk im vorplatonischen Schrifttum (= Quellen und Schriften zur bildenden Kunst. 2, ISSN 0079-9092). B. Hessling, Berlin 1968, (Zugleich: München, Universität, Dissertation, 1966).
- Terrakotten aus Ägypten im Ägyptischen Museum Berlin (= Bilderhefte der Staatlichen Museen Preußischer Kulturbesitz. 18/19). Mann, Berlin 1972, ISBN 3-7861-6069-4.
- Bronzeschmuck aus Olympia. (= Olympische Forschungen, Band 13). de Gruyter, Berlin 1981, ISBN 3-11-007191-6 (Zugleich: Frankfurt am Main, Universität, Habilitations-Schrift, 1975/1976).
- Mira et magica. Gemmen im Ägyptischen Museum der Staatlichen Museen Preussischer Kulturbesitz Berlin-Charlottenburg. von Zabern, Mainz 1986, ISBN 3-8053-0568-0.
- Archaische Silhouettenbleche und Schildzeichen in Olympia. (= Olympische Forschungen, Band 30). de Gruyter, Berlin u. a. 2004, ISBN 3-11-017865-6.
- Glanzvolle Silhouetten – Meisterwerke archaischer Toreutik im Badischen Landesmuseum Karlsruhe. Kunstverlag Josef Fink, Lindenberg im Allgäu, 1. Auflage 2014, ISBN 978-3-89870-795-4. Weitere Informationen auf der Website des Verlags.